# Bulelani Mfaco
Bulelani Mfaco est un militant sud-africain résidant en Irlande, ancien porte-parole du Mouvement des demandeurs d'asile en Irlande.

## Biographie

### Enfance et formation
Bulelani Mfaco grandit à Khayelitsha, dans la région du Cap, en Afrique du Sud. Il est diplômé en politique et administration publique de l’Université du Cap-Occidental.[réf. souhaitée]
Après l’obtention de son diplôme, il postule à une bourse pour un master à l'University College Dublin et s’installe en Irlande en 2015.[réf. souhaitée]

### Demande d'asile
En 2016, il termine son cursus, mais après un retour en Afrique du Sud, il dépose une demande d’asile en Irlande en 2017, invoquant des expériences passées d’agressions et d’homophobie dans son pays d’origine.[réf. souhaitée]
Il est d’abord hébergé au centre d’accueil direct de Balseskin, à Finglas (Dublin), puis transféré dans des centres situés dans le comté de Clare et à Knockalisheen, dans le comté de Limerick,,. Sa demande d’asile est rejetée en juillet 2019, mais il fait appel de cette décision. En février 2023, il obtient finalement l’autorisation de rester en Irlande.[réf. souhaitée]

### Activisme
En Afrique du Sud, Bulelani Mfaco s'implique dans plusieurs mobilisations sociales, notamment aux côtés du mouvement Abahlali baseMjondolo[réf. souhaitée], pour revendiquer de meilleures conditions de logement, l’accès à la terre, des soins de santé accessibles et une amélioration des services de police. Membre actif du forum de santé de Khayelitsha, il exerce les fonctions de secrétaire de section au sein de l’Alliance démocratique.
Après avoir demandé l’asile en Irlande en 2017, Bulelani Mfaco se fait accueilli dans le système de l’hébergement direct, d’abord à Dublin, puis dans les comtés de Clare et de Limerick. Fort de cette expérience, il rejoint le Mouvement des demandeurs d’asile en Irlande (MASI), dont il devient l’un des porte-paroles.[réf. souhaitée]
Il prend régulièrement la parole sur les difficultés rencontrées par les personnes LGBTQ+ dans ces centres, dénonçant les conditions de vie souvent précaires qu’il qualifie de « ghettos dans tous les sens du terme »,,.
Il alerte également sur la vulnérabilité accrue des victimes de violences sexuelles dans ces structures, notamment pour les membres de la communauté LGBT, qui peuvent être exposés à de nouvelles agressions en raison de la promiscuité et du manque de sécurité. Mfaco a produit plusieurs rapports documentant les réalités de l’hébergement direct et milite activement pour la fin de ce système.
Bien qu’il soit titulaire d’un permis de travail, il indique n’avoir effectué qu’une heure de travail rémunéré depuis 2018, estimant que de nombreux employeurs irlandais méconnaissent les droits liés au permis accordé aux demandeurs d’asile,.
En 2019, il obtient gain de cause auprès du Conseil de presse d’Irlande dans le cadre d’une plainte déposée contre The Irish Times pour la publication d’un propos à caractère raciste.
Durant la pandémie de COVID-19, Bulelani Mfaco critique les conditions de vie dans les centres d’accueil direct, soulignant qu’elles rendaient impraticables la distanciation sociale et l’isolement individuel, en raison de la surpopulation et du partage des installations,,.
Il représente également le MASI au sein du groupe d’experts mis en place par le ministre Charlie Flanagan et David Stanton, chargé de proposer une approche à long terme pour l’accompagnement matériel des demandeurs d’asile, notamment en matière d’hébergement, en s’appuyant sur les bonnes pratiques observées à l’international.[réf. souhaitée]

## Note et références

### Note
- (en) Cet article est partiellement ou en totalité issu de l’article de Wikipédia en anglais intitulé « Bulelani Mfaco » (voir la liste des auteurs).